# Kotezi (Trebinje)
Pour les articles homonymes, voir Kotezi.
Kotezi (en serbe cyrillique : Котези) est un village de Bosnie-Herzégovine. Il est situé sur le territoire de la ville de Trebinje et dans la république serbe de Bosnie. Selon les premiers résultats du recensement bosnien de 2013, il compte 20 habitants.
Avant la guerre de Bosnie-Herzégovine, le village faisait entièrement partie de la municipalité de Trebinje ; après la guerre, son territoire a été partiellement rattaché à la municipalité de Ravno, nouvellement recréée et intégrée à la fédération de Bosnie-et-Herzégovine.

## Géographie
Le village est entouré par les localités suivantes :
|                                                      | Mišljen (municipalité de Ljubinje) Orašje Popovo |         |
| Orašje Popovo Dvrsnica (municipalité de Ravno, FBiH) | Kotezi                                           | Prhinje |
|                                                      | Strujići                                         |         |

## Histoire
La présence d'une nécropole avec des stećci (un type particulier de tombes médiévales) permet de faire remonter le village à la fin du Moyen Âge. Pendant la période ottomane, à partir de la fin du XVIe siècle, il fait partie du kaliduk de Trebinje, une subdivision de l'Empire. À cette époque, une mosquée, une école coranique, deux puits, trois tours et plusieurs résidences sont construits à Kotezi, dont il ne reste que des vestiges.
Selon la tradition, la mosquée est construite par Mujo Kotezlija juste après la conquête de l'Herzégovine par les Ottomans grâce à un waqf (une donation) ; l'édifice est endommagé lors de l'insurrection de l'Herzégovine de 1875-1878 puis une nouvelle fois en 1942 ; il est aujourd'hui inscrit sur la liste des monuments nationaux de Bosnie-Herzégovine.

## Démographie

### Évolution historique de la population dans la localité
| 1948 | 1953 | 1961 | 1971 | 1981 | 1991 | 2013 |
| ---- | ---- | ---- | ---- | ---- | ---- | ---- |
| -    | -    | 178  | 110  | 50   | 22   | 20   |

|  |